# Fenouilia kreitneri
Fenouilia kreitneri е вид коремоного от семейство Pomatiopsidae. Видът е застрашен от изчезване.

## Разпространение
Разпространен е в Китай (Юннан).